# یانگدینگ
یانگدینگ (به لاتین: Yongding District, Longyan) یک سکونتگاه مسکونی در جمهوری خلق چین است که در لانگیان واقع شده‌است.

## خصوصیات
یانگدینگ ۴۰۰٬۰۰۰ نفر جمعیت دارد.